# 马克·伯恩斯坦
马克·伊兹赖列维奇·伯恩斯坦（羅馬化：Mark Izraylevich Bernshteyn，羅馬化：Mark Izraylyevich Byernshteyn；1965年8月19日—），白俄羅斯俄語維基百科維基人。2022年3月，伯恩斯坦被白俄罗斯GUBOPiK拘留，他被指控在编辑俄語維基百科條目2022年俄羅斯入侵烏克蘭时违反了俄罗斯的第32-FZ号联邦法律（“俄罗斯假新闻法”）。2022年6月24日，伯恩斯坦因“组织和筹备破坏社会秩序的活动”被判处“类似假释”的限制人身自由的三年有期徒刑，出狱服刑。

## 早年
截至2009年，马克·伯恩斯坦一直居住在白俄羅斯的明斯克。

## 俄語维基百科
伯恩斯坦在维基百科上的用户名是Pessimist2006。他从2009年底開始編輯維基百科。截至2022年初，伯恩斯坦是俄語維基百科最活跃的50位编辑之一，编辑次数超过200,000次。他還接受其他百科全書出版商的委託幫他們寫條目。他曾表示他於2009年編輯俄語維基百科條目苏联审查制度時給該條目加入了大约250个来源。伯恩斯坦建议新維基人可以試著模仿经验丰富的老維基人是如何編輯維基百科的，并准备好与觀點不同的維基人合作，他认为这是改善維基百科條目的关键。

### 2022年被拘捕
当俄語维基百科的一些維基人声称2022年俄罗斯入侵乌克兰这个條目名稱不中立，伯恩斯坦表示，俄罗斯军队入侵乌克兰的领土是事实，而不是观点。 
2022年3月10日，一個替俄羅斯當局發聲的论坛Mrakoborets在Telegram上发布了关于伯恩斯坦的私人信息，并指控他在編輯俄語維基百科條目2022年俄罗斯入侵乌克兰時违反了俄罗斯第32-FZ号联邦法律。
2022年3月11日，白俄罗斯打擊有組織犯罪和腐敗總局在明斯克拘留了伯恩斯坦。亲政府的Telegram频道发布了有關伯恩斯坦被拘留的影片，并指责他散布虚假的反俄信息。2022年3月12日，他被判拘留15天。
2022年3月11日，维基媒体基金会在回应有关伯恩斯坦被拘留的詢問时表示，基金会的“信任与安全和人权团队正在密切關注乌克兰危機，并且正在与该地区的維基人社群保持密切联系，以确保他们的安全并满足他们的需求。”
2022年3月26日，据白俄罗斯报纸《纳沙尼瓦》报道，伯恩斯坦在被捕15天后仍未获释，《纳沙尼瓦》称其被指控触犯白俄罗斯刑法第342.1条“组织和准备严重违反公共秩序的行动，或积极参与这些行动”。由包括维阿斯纳人权中心在内七个组织发表于2022年3月29日的一份联合声明认定伯恩斯坦为政治犯。

### 有限自由
2022年6月24日，在第二轮审讯中，伯恩斯坦因“组织和筹备破坏社会秩序的活动”而被判处“类似假释”的限制自由的三年有期徒刑。伯恩斯坦表示他无罪，而自由欧洲电台／自由电台称“并不清楚”伯恩斯坦遭受第二轮审讯并被判刑的具体原因。